# Tigers du Pacifique
Les Tigers du Pacifique (en anglais : Pacific Tigers) sont un club omnisports universitaire de l'université du Pacifique à Stockton, en Californie aux États-Unis. Les Tigers participent à la Division I de la NCAA et en sont actuellement à leur deuxième passage en tant que membres de la West Coast Conference (WCC).

## Historique de la conférence
L'université du Pacifique est l'un des membres fondateurs de la West Coast Conference (à l'origine la California Basketball Association et plus tard la West Coast Athletic Conference) en 1952. Mais devient membre fondateur de la Pacific Coast Athletic Association (PCAA), maintenant connue sous le nom de Big West Conference, pour le football américain uniquement en 1969 et transfère le reste de ses équipes sportives à la PCAA en 1971. Les Tigres restent dans la Big West jusqu'à leur retour dans la WCC le 1er juillet 2013.

## Sports de l'université
| Équipes masculines | Équipes féminines |
| ------------------ | ----------------- |
| Baseball           | Athlétisme        |
| Basket-ball        | Baseball          |
| Football           | Beach-volley      |
| Golf               | Cross-country     |
| Natation           | Football          |
| Tennis             | Hockey sur gazon  |
| Water-polo         | Natation          |
|                    | Softball          |
|                    | Tennis            |
|                    | Volley-ball       |
|                    | Water-polo        |

### Historique des programmes
L'équipe féminine de volley-ball remporte les deux seuls championnats nationaux NCAA dans l'histoire de l'école au cours des saisons consécutives en 1985 et 1986. Sous la direction des entraîneurs Taras Liskevych et John Dunning, le programme de volley-ball féminin se qualifie pour 24 tournois NCAA consécutifs de 1981 à 2004 et accède à 18 championnats régionaux et 7 Final Four au cours de cette période.
L'équipe masculine de basket-ball des Tigers dispute cinq tournois de la NCAA sous la direction de l'entraîneur Bob Thomason (1997, 2004, 2005, 2006 et 2013). Thomason devient l'entraîneur le plus victorieux de l'histoire du basket-ball masculin de la Big West Conference lorsqu'il remporte sa 206e victoire en championnat le 14 février 2009, surpassant le total de victoires en conférence de l'entraîneur Jerry Tarkanian. Pacifique réalise également une série de victoires de 16 matchs à trois reprises sous Thomason.
Le programme de water-polo masculin du Pacifique est classé n°1 au pays pendant une grande partie de la saison 2013 et affronte le quintuple champion en titre des Trojans d'USC pour le titre NCAA, le 8 décembre 2013. Les Tigers sont battus sur le score de 12-11 en double prolongation. Sous la direction de l'entraîneur James Graham, les Tigers rejoignent l'équipe féminine de volley-ball en tant que seul programme des Tigers à se classer en tête du classement, à se qualifier pour le Final Four de leur sport et à participer au match de championnat de la NCAA.
À la fin de la saison 1995, Pacifique met fin à son programme de football américain après 77 ans de compétition.
L'équipe féminine de soft-ball du Pacifique est apparue dans une World Series des universités en 1983.
Le 12 novembre 2012, les Tigers annoncent ajouter trois nouvelles équipes sportives à leur liste : une équipe masculine de football, une équipe féminine d'athlétisme et une équipe féminine de beach-volley. Les deux sports féminins commencent à jouer en 2013, et l'équipe de football masculine commence à jouer en 2014,. Le programme masculin de volley-ball est abandonné à la fin de la saison 2014.